# Willy Timm
Willy Timm (* 5. Februar 1931 in Unna; † 30. März 1999 ebenda) war Stadtarchivar und Unnas bedeutendster Heimathistoriker.

## Leben und Werk
Als Kind einer Bergmannsfamilie in Unna aufgewachsen, blieb er dieser Stadt im östlichen Ruhrgebiet zeitlebens verbunden – unterbrochen durch eine rund anderthalbjährige Tätigkeit als Archivleiter im hessischen Offenbach am Main und eine fünfjährige Tätigkeit als Leiter des Stadtarchivs in Hagen. Trotz seines enormen, heute kaum noch vollständig überschaubaren Arbeitspensums und der damit verbundenen Ehrungen und Anerkennungen aus unterschiedlichen Fachkreisen hatte Willy Timm von seiner oft mit trockenem westfälischem Humor versehenen aufgeschlossenen Volkstümlichkeit nie etwas eingebüßt. Auch im Rahmen von Führungen und Vorträgen erwarb er sich in seiner Funktion als Ortsheimatpfleger zusätzliche Sympathien in der Unnaer Bevölkerung. Nie ein Mann der lauten Töne, pflegte er durch akribische wissenschaftliche Forschungsarbeit auf sich aufmerksam zu machen.
Die Unnaer Stadtgeschichte, als ein wesentlicher Bestandteil der Geschichte im westfälischen Ruhrgebiet und am Hellweg, wäre ohne die umfangreichen und wissenschaftlich-fundierten Arbeiten von Willy Timm größtenteils unerforscht und lückenhaft geblieben. Niemand vor ihm hatte auch nur annähernd gründlich und umfassend diese Herausforderung angenommen.
Unter Würdigung seiner besonderen Verdienste im Bereich der westfälischen und märkischen Heimatforschung wurde er 1976 durch die Historische Kommission für Westfalen zunächst zu ihrem Korrespondierenden, ab 1991 zum Ordentlichen Mitglied berufen. Willy Timm war der erste und einzige Unnaer sowie der einzige Nichtakademiker, dem eine derart auszeichnende, aber auch verpflichtende Ehrung zuteilwurde. Seit 1977 gehörte er auch dem Vorstand des Historischen Vereins für Dortmund und der Grafschaft Mark an. Ehrenamtlich fungierte er als Synodal-Archivpfleger. 1982 wurde er auf Grund seiner in diesem Sachgebiet erworbenen Verdienste in Soest in den Vorstand des Vereins für Westfälische Kirchengeschichte gewählt.
1979 hatte Willy Timm eine detaillierte Bibliografie aller bis dahin veröffentlichten Arbeiten herausgegeben – eine heimatkundliche Fundgrube, die mit insgesamt 224 Werken seine durch Fleiß geprägte Autorentätigkeit jedoch nur teilweise widerspiegelte. Zu bedeutenden und in Fachkreisen anerkannten Werken gehören u. a. die 1980 herausgegebene, annähernd 500 Seiten umfassende Quellenveröffentlichung Das Kataster der kontribualen Güter der Grafschaft Mark von 1705 und seine 1975 in zweiter Auflage mit insgesamt 12.000 Exemplaren edierte Geschichte der Stadt Unna. Für den engeren Unnaer Raum begründete Timm in einem eigenen Verlag die viel gelesene Hellweg-Bücherei, die zusammengefasst ein fast vollständiges Konzentrat der gesamten Heimatgeschichte darstellt. Für die Unnaer Personengeschichte war sein 1995 veröffentlichtes Bürger und Brautweinbuch der Stadt Unna 1623–1808 von wesentlicher Bedeutung. Timms verschiedene, mit hervorragenden Begleittexten versehene Bildbände Unna in alten Ansichten sowie Hagen in alten Ansichten erreichten hohe Verkaufszahlen. Zu bevorzugten Themen des vielseitigen Heimatforschers gehörte auch die Schilderung von Zeit- und Sachabläufen zur heimischen Kirchengeschichte.
Timm war verheiratet und hatte drei Kinder.